# Victoria (Brokopondo)
Victoria is een dorp en voormalige plantage en politiepost aan de Surinamerivier. Het is vastgegroeid aan het dorp Asigron. Het bevindt zich in de Abannakondre in Brokopondo-Centrum. In de nabijheid bevinden zich een goudmijn en de gesloten Landbouw Maatschappij Victoria waar zich voorheen de plantage Victoria bevond. 
Het is te bereiken via een 10 kilometer lange weg vanaf de Avobakaweg. Dorpelingen van Victoria en Asigron barricadeerden begin december 2021 de weg uit protest tegen de slechte staat, waardoor zwaar verkeer van onder meer Staatsolie en Rosebel er tijdelijk geen gebruik van kon maken. Leerkrachten van de OS Victoria in het dorp maakten hun zorgen kenbaar toen zij met Kerst in de stad waren.

## Plantage
Victoria werd aangelegd als een houtgrond (plantage) en had een oppervlakte van 2000 akkers. Het was de plantage van blanke planters die het hoogst stroomopwaarts aan de Surinamerivier was gelegen. De toenmalige eigenaar was Stephanus Laurentius Neale.  De eerste vermelding dateert uit 1737 en staat op de kaart van Alexander de Lavaux. In die tijd was het eigendom van Stephanus Laurentius Neale.

## Surinaamse Mineraal-Compagnie
De Sociëteit van Suriname verleende in 1742 een octrooi voor een termijn van twaalf jaar aan de Geoctrooieerde Surinaamse Mineraal-Compagnie. De oprichter van deze compagnie was de Duitser Wilhem Hack. Hij was een broer van Philip Hack, de toenmalige directeur van de Sociëteit van Suriname, die eveneens commissaris en bewindvoerder was van de West-Indische Compagnie. De beide broers hadden ervaring opgedaan met de mijnbouw in hun hoedanigheid van mede-eigenaar van een loodmijn in de Eifel. Aan deze compagnie werd toestemming verleend om overal in Suriname onderzoek te verrichten naar "goud, zilver, koper, tin, lood, edelgesteenten en anderen profijt gevende voorwerpen, hoe dezelve voorkwamen, of ook genaamd mogten zijn, zoo op als onder de aarde".
De eerste mijnwerkers werden al na korte tijd naar Suriname gezonden en begonnen hun werkzaamheden bij Victoria waar een perceel van tien mijlen in de omtrek aan de compagnie was toegewezen. Dit bleek echter niet zo succesvol te zijn. De leden van de expedities die in het binnenland werkzaam waren, overleden aan tropische ziektes en er stierven veertig mijnwerkers doordat een mijngang instortte. Er werd wel porseleinaarde, lood, ijzererts  en sporen van goud en zilver gevonden. De geringe hoeveelheid goud die wel werd gevonden, werd voor onderzoek naar Amsterdam gezonden voor onderzoek. Maar de kwaliteit was zo gering dat de opbrengst niet kon opwegen tegen de kosten. In 1745 werd gestopt met het werk en was Wilhelm Hack vrijwel bankroet Willem Röell was in die tijd de enige bewindvoerder van de compagnie. Als proef werden in 1747 zeven boerenfamilies uit Duitsland gehaald, uit het gebied van de huidige deelstaat Rijnland-Palts, en op Victoria geplaatst. Door deze proef werd getracht om de bevolkingsstroom naar Suriname te stimuleren.
Deze grond was in 1793 eigendom van de Bestuurders en Regeerders van de Colonie Suriname. Uit de publicaties van de toenmalige administrateur Anthony Blom bleek dat er toendertijd specerijen kaneel en kruidnagel verbouwd werden. Daarna kwam de grond weer in eigendom van de compagnie. Isaac Jacob Bueno de Mesquita werd in 1793 eigenaar van de grond. Hij was een van de grootste plantagebezitters. In 1843 was De Mesquita eigenaar van 14 plantages, hoofdzakelijk uitgestrekte houtgronden. Victoria werd weer te koop aangeboden in 1879.

## Militaire post
Indertijd werd er een militaire post gevestigd bij Victoria om de dreiging van de marrons tegen te gaan. Die post diende als basisstation bij grote expedities. Het voedsel voor de expeditie werd hier opgeslagen en met enige regelmaat. In 1756 vond er een tocht plaats door ruim 200 militairen en circa 560 lastdragende slaven, voor het dragen van de zware lasten. De marrons vielen deze tochten aan in 1753 en 1761. Nadat er in 1762 een vredesverdrag werd gesloten met de Saramaccaners nam de dreiging van de aanvallen af. De post kreeg daarna een meer controlerende taak. In 1835 vond een aanpassing van het verdrag plaats, waarbij werd bepaald dat de Saramaccaners zich vestigden op minimaal  twee dagen varen boven de post. Later vestigde de secretaris voor de Saramaccaanse zich ook op deze post.  Hij had tot taak om passen uit te reiken aan de Saramaccaners die naar Paramaribo reisden, het indienen van hun schriftelijke verzoeken en het mondeling meedelen van de besluiten van de regering.

## Landbouw Maatschappij Victoria, oliepalmplantage
De Handelsvereniging Amsterdam (HVA) had in de jaren 1960 de afzetmogelijkheden onderzocht voor een installatie en raffinaderij voor vetharding van palmolie in Paramaribo. De gronden werden aan het begin van de jaren 1970 in productie genomen.